# Consell Valencià de la Joventut
El Consell Valencià de la Joventut és un organisme públic independent de l'administració valenciana que reuneix i defensa els col·lectius juvenils del País Valencià. Va nàixer a través del Decret 14/1983, de 31 de gener (sota el nom de Consell de la Joventut de la Comunitat Valenciana) i el seu funcionament es desenvolupa per la Llei 15/2017, de 10 de novembre, de la Generalitat, de Polítiques Integrals de Joventut, que el reconeix com al “màxim òrgan de representació de les organitzacions de la joventut valenciana i l'interlocutor amb el Consell i les institucions públiques i privades en matèria de joventut”.

## Entitats membre[5]
El Consell Valencià de la Joventut està format per col·lectius juvenils sense ànim de lucre, així com per consells locals i territorials de joventut, on estan representades les entitats juvenils d'àmbit local.

## Organització[3]
L'Assemblea General és el principal òrgan de presa de decisions, en el qual estan representades totes les entitats membre. Es reuneix almenys una vegada a l'any per a aprovar les línies d'acció i avaluar el compliment del pla de treball.
La Comissió Permanent és l'equip encarregat de la gestió del Consell Valencià de la Joventut. Té un mandat de dos anys i és l'encarregat de dur a terme les accions aprovades per l'Assemblea.
Les línies d'acció són els pilars del programa de treball de la Comissió Permanent, que orbiten en torn la formació i el foment de la participació, la incidència política i la xarxa associativa.

## Triangle Jove
El Consell Valencià de la Joventut forma part del Triangle Jove, espai de trobada i col·laboració amb el Consell de Joventut de les Illes Balears i el Consell Nacional de la Joventut de Catalunya des de la seua creació en 1999.
| ACV Tirant lo Blanc Aposta Jove UGT-PV Campus Jove Creu Roja Joventut Comunitat Valenciana FAAVEM Federació d'Escoltisme Valencià Federació de Centres Juvenils Don Bosco Joves amb Iniciativa-Compromís Joves d'Esquerra Unida del País Valencià Joves PV-Compromís Joves Socialistes del País Valencià Joves USO-CV Juniors MD Nuevas Generaciones del Partido Popular Organización Juvenil Española – OJE Scouts Valencians | Alacant Alzira Carcaixent Castelló de la Plana Elda Elx Gandia Mislata Novelda Oliva Ontinyent Quart de Poblet Sant Joan d'Alacant Sueca València Xàtiva |